# Bachschmiede

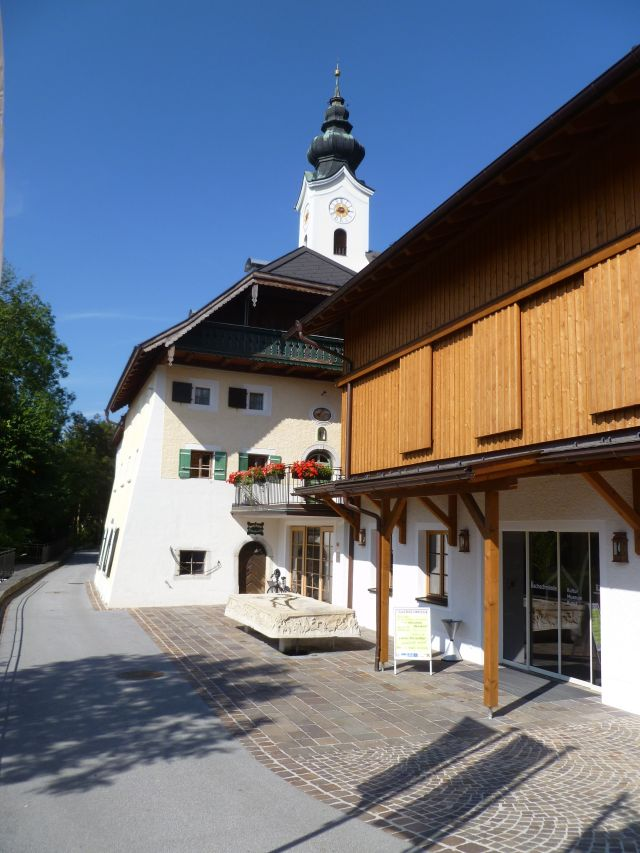
Die Bachschmiede in Wals

Die Bachschmiede ist das im Jahr 2008 eröffnete Kulturzentrum der Gemeinde Wals-Siezenheim.

## Geschichte

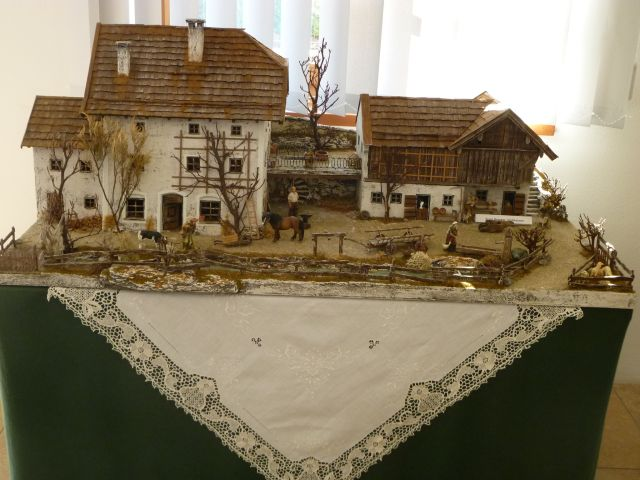
Bachschmiede im 19. Jahrhundert (Modell)

Die Geschichte der Bachschmiede lässt sich bis ins Jahr 1567 zurückverfolgen. Damals erbaute Georg Markhner unterhalb der auf einem Konglomeratfels stehenden Pfarrkirche von Wals das Bachschmied-Haus am Mühlbach. 1985 wurde auf Anregung von Sepp Forcher über die Revitalisierung des Baus nachgedacht. Zunächst als Heimatmuseum geplant, konnte es dann 2008 als Museum und Kulturzentrum eröffnet werden.
Auf dem Platz vor der Bachschmiede ist der sogenannte Zeitstein zu sehen. Dies ist ein vier Mal zwei Meter großer und elf Tonnen schwerer Stein aus Untersberger Marmor. Auf ihm ist die Geschichte der Gemeinde Wals-Siezenheim in Bildern dargestellt. Die künstlerischen Steinmetzarbeiten wurden von Schülern der Berufsschule in Walserfeld nach einem Entwurf von Franz Hirnsperger ausgeführt; jeder Steinmetz hat sein Relief mit seinem Steinmetzzeichen signiert.

## Kulturelle Angebote

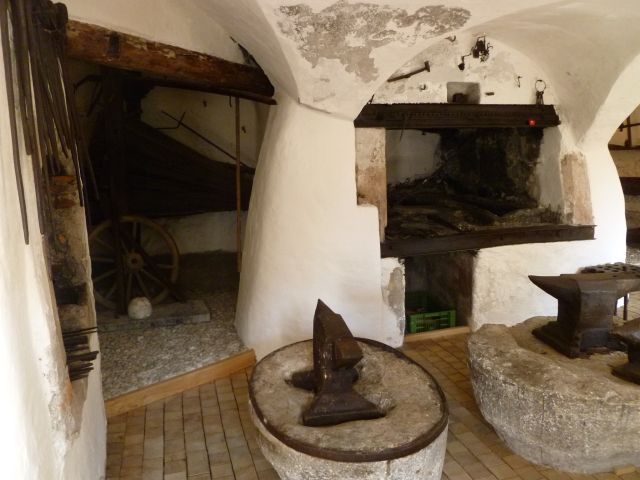
Renovierter Schmiederaum der Bachschmiede

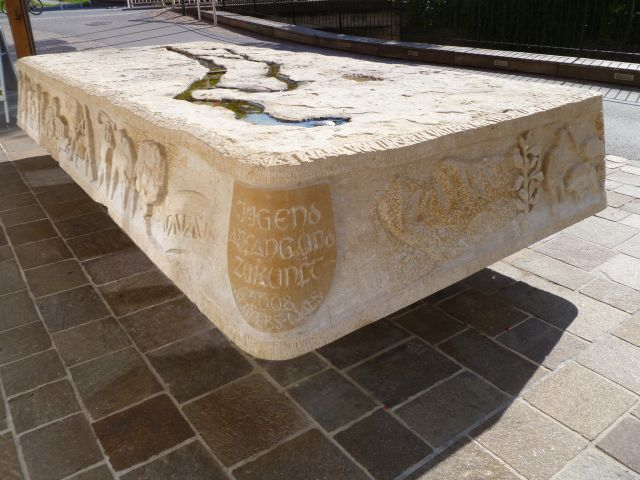
Zeitstein vor der Bachschmiede

Kernstück des Museums ist die aufwändig restaurierte Schmiede der ehemaligen Bachschmied-Familie Reischl, die als Schauschmiede wiederbelebt wurde. In der ehemaligen Hufeisenkammer findet man die umfassende Sammlung von Hufeisen der Familie Ebner aus Loig. Räumlichkeiten im ersten Stock geben Einblick in die Lebensweise im 19. Jahrhundert und erinnern speziell an den Bachschmiedesohn Jakob Lechner, einem ehemaligen Professor am Wiener Militär-Tierarznei Institut.
In dem angebauten Kulturhaus befindet sich ein Museum, das sich vorwiegend salzburgisch-bayerischen Themen widmet. Eine erste Ausstellung bezog sich 2008 auf 1809 - Napoleons Armee vor Salzburg (Vierter Napoleonischer Krieg), eine aktuelle Ausstellung widmet sich dem Münzwesen der vergangenen 2000 Jahre (Vom römischen Denar zum Euro - 2000 Jahre Geld in Salzburg und im benachbarten Bayern), die nächste Ausstellung geht um Sakrale Volkskunst aus dem regionalen Umfeld.
Als Dauerausstellung wird in dem Museum die Die römische Villa Rustica in Loig präsentiert, ein römischer Landsitz, der 1815 in dem Ortsteil Loig entdeckt wurde. Besonders imposant ist dabei die Kopie eines Theseus-Mosaiks. Die Originale der gefundenen Mosaike befinden sich im Bestand des Kunsthistorischen Museums in Wien.
Ebenso befindet sich im Museum eine Sammlung antiker Spielwaren, die auf die Sammeltätigkeit von Karin Gugg zurückgeht. Die wechselnd ausgestellten historischen und aktuellen Spielsachen geben Einblick in die Kulturgeschichte des Spielzeugs und in die wachsende Spielzeugindustrie des 19. und des 20. Jahrhunderts.
In einer Kunsthalle (Foyer zum Veranstaltungssaal) werden regelmäßig Ausstellungen unterschiedlichster Künstler präsentiert (u. a. Robert Roubin, Ute Födermayr, Käthe Perner).
Die variabel gestaltbare Sepp-Forcher-Halle ist der Ort von Theateraufführungen, Vorträgen, Kabarettaufführungen (u. a. Martina Schwarzmann, Vince Ebert, Kernölamazonen, Monika Gruber), der Internationalen Walser Filmtage und von Konzertveranstaltungen.